# Toporiada
Toporiada – konwent miłośników gier fabularnych organizowany przez Rawskie Stowarzyszenie Miłośników Gier Fabularnych i Fantastyki „Topory” przy pomocy swoich przyjaciół ze Skierniewic, Łodzi i innych miast.
Początkowa lokalna formuła Toporiady szybko zaczęła się przekształcać, przybierając obecny obraz półotwartego konwentu ogólnopolskiego. Aby uzyskać na niego wstęp należy skontaktować się z organizatorami, którzy przesyłają pisemne zaproszenie na wskazany adres.
Cechami wyróżniającymi Toporiadę z innych podobnych imprez jest jej nastawienie przede wszystkim na uczestniczenie w sesjach RPG oraz plenerowy charakter (zdecydowana większość atrakcji odbywa się na wolnym powietrzu lub w namiotach harcerskich). Konwentowicze cenią sobie jednak najbardziej panujący rodzinny klimat, intergację wszystkich uczestników i kilkudniowy stan wielkiego eRPeGowego święta.

## Stałe punkty programu konwentu
- Konkurs o „Złote Topory”
- czwartkowy LARP
- Orczy Obóz
- część artystyczna podczas oficjalnego rozpoczęcia
- ognisko integracyjne i utrzymany w konwencji koncert po oficjalnym zakończeniu konwentu

## Dotychczasowi goście specjalni[4]
- Jacek Komuda
- Witold Jabłoński
- Michał Mochocki
- Marcin Baryłka
- Tomasz Wolski
- Artur Machlowski

## Konkurs „Złote Topory”
Od drugiej edycji konwentu przyznawane są nagrody dla wyróżniających się uczestników sesji.

### Laureaci konkursu „Złote Topory” 2006
- Wojciech Anuszczyk – najlepszy MG
- Konrad Kaczmarek – najlepszy gracz
- Maciej Winnicki – autor najlepszego scenariusza

### Laureaci konkursu „Złote Topory” 2007
- Adam Wojdalski – najlepszy MG
- Maciej Winnicki – najlepszy gracz
- Daniel Tęczyński – autor najlepszego scenariusza

### Laureaci konkursu „Złote Topory” 2008
- Wojciech Anuszczyk – najlepszy MG
- Emilia Szymańska – najlepszy gracz
- Urszula Jaskulska – najlepszy gracz początkujący
- Alicja Mochocka – najmłodszy uczestnik konwentu

### Laureaci konkursu „Złote Topory” 2009
- Tomasz Wolski – najlepszy MG
- Artur Machlowski – najlepszy gracz
- Tomasz Białek – najlepszy gracz początkujący

### Laureaci konkursu „Złote Topory” 2010
- Wojciech Rzadek – najlepszy MG
- Andrzej Morkisz – najlepszy gracz
- Sonia Żaczkiewicz – najlepszy gracz początkujący

### Laureaci konkursu „Złote Topory” 2011
- Szymon Szweda – najlepszy MG
- Konrad Kaczmarek – najlepszy gracz
- Katarzyna Kłosowska – najlepszy gracz początkujący

### Laureaci konkursu „Złote Topory” 2012
- Tomasz Wolski – najlepszy MG
- Michał Mochocki – najlepszy gracz
- Małgorzata Stępniewska – najlepszy gracz początkujący

### Laureaci konkursu „Złote Topory” 2013
- Jakub Leman – najlepszy MG
- Elwira Pietrasik – najlepszy gracz
- Monika Sylwant – najlepszy gracz początkujący

## Dotychczasowe lokalizacje Toporiady
2005 – 2007 – Kaleń koło Rawy Mazowieckiej
2008 i 2014 – Głuchów koło Rawy Mazowieckiej
2009 – 2013 – Fryszerka koło Inowłodza